# Poroleda
Poroleda is een geslacht van tweekleppigen uit de familie van de Nuculanidae.

## Soorten
De volgende soorten zijn bij het geslacht ingedeeld:
- † Poroleda antiqua Marwick, 1942
- Poroleda lanceolata (Hutton, 1885)
- Poroleda spathula Hedley, 1915